# Conring (Familie)

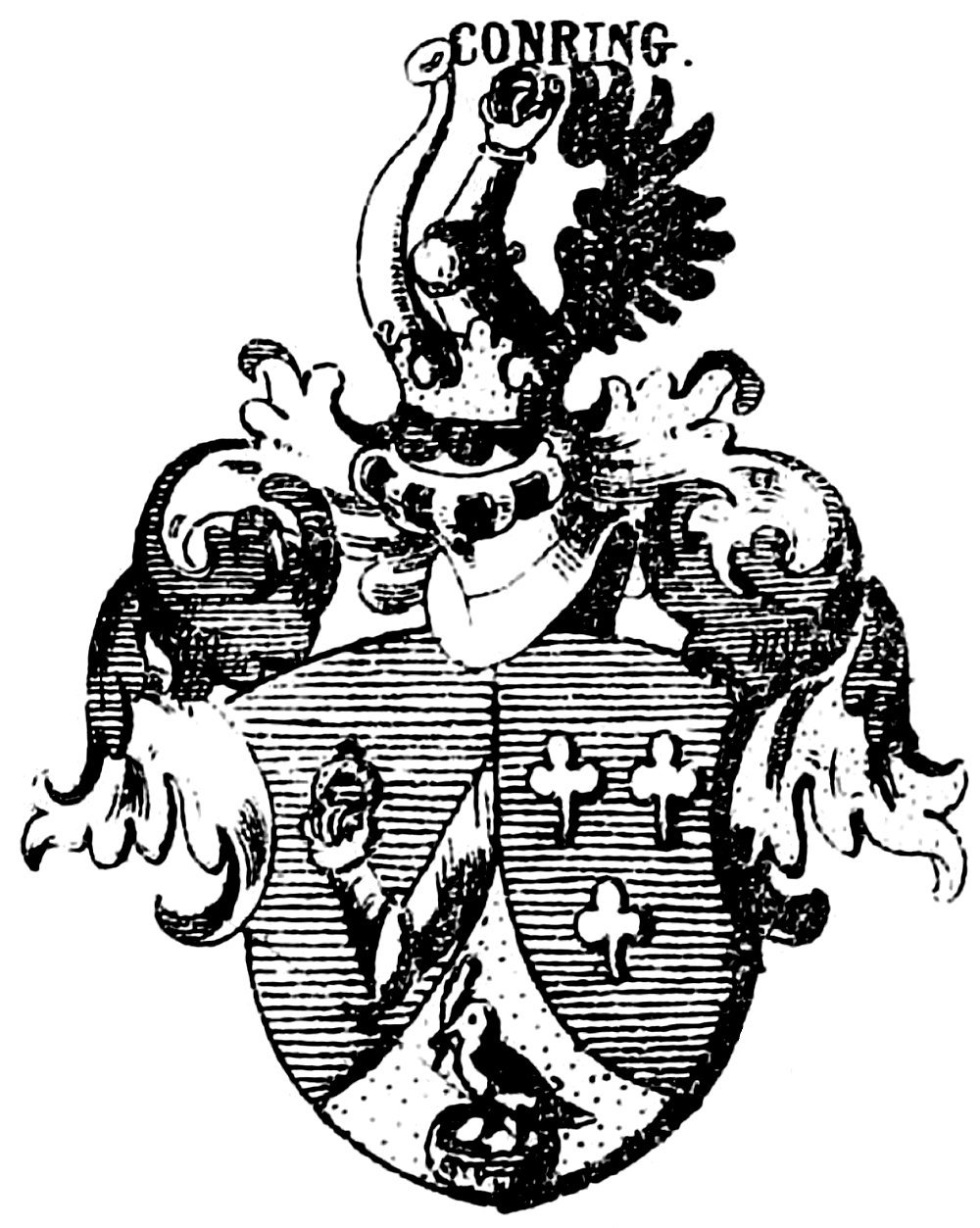
Wappen der Familie Conring

Die Familie Conring stammt vermutlich aus Billerbeck im Kreis Coesfeld (Westfalen). Ein Johannes Conring († 1563) kam wegen seines Glaubens um 1540 aus Drenthe in Holland nach Emden. Dort soll die Familie das Schloss Coenring besessen haben. Er wurde 1540 Ratsherr in Norden und starb auch dort.
Mit Hermann Justus von Conring wurde am 26. Januar 1796 ein Zweig der Familie in den erblichen preußischen Adelsstand erhoben. Aus deren mecklenburgischen Linie stammen die preußischen Generäle Enno und Gustav.
In jüngerer Zeit war Hermann Conring (1894–1989) von 1952 bis 1956 Landrat des Kreises Leer und später Mitglied des Bundestages.

## Wappen
Das Wappen hat auf blauem Hintergrund eine aufsteigende goldenen Spitze worin auf einem silbernen Kiel sich ein vorwärts kehrenden Kahn findet, nach rechts gewandt eine silberne Taube mit einem Ölzweig im Schnabel sitzt. Aus der Spitze kommt nach rechts aus natürlichen Wolken ein silbern geharnischter Arm hervor, der einen goldenen Ring mit Diamant hält. Links sind drei silberne Kleeblätter in 2 auf 1 gestellt. Auf dem Helm über einem silbern blau und goldenen Wulst zwischen einem gewundenen silbernen Büffelhorn und einem schwarzen Adlerflügel der geharnischte Arm mit dem Ring. Die Helmdecken rechts silbern und blau, links golden und blau.

## Stammreihe
1. Johannes Conring († um 1563) ⚭ Maria Meiners
  1. Warner Johannes (um 1550–1622) ⚭ Becke Warners
    1. Jobst Warner Conring (1592–1646), Landrentmeister[5] ⚭ N.N. Cankebehr ⚭ Idecke Stryp
      1. Hajo Conring (1616–1666)
      2. Warner Conring (1620–1695), Herr auf der Osterburg in Groothusen und Landrentmeister ⚭ Anna von Swaert
        1. Feico Conring (1645–1690), Amtmann in Pewsum,
        2. Justus Conring (1652–1710), brandenburgischer Marinerat in Emden und Landrentmeister ⚭ Adelgunde Schinkel
          1. Warner Justus (1691–1739), Dr. Jur. Hofgerichtsassessor ⚭ Charlotte Rüssel († 1734)[6]
            1. Justus Conring (1732–1792), Landrentmeister ⚭ Cornelia Rössingh (1734–1794)
              1. Hermann Justus von Conring (1763–1809), preußischer Adel 1796 ⚭ Auguste Elisabeth von Colomb
              2. Christian Bernhard Conring (1767–1844), Bürgermeister ⚭ Johanna Rebekka Beninga-Kettler (1773-1843)
              3. Justus Conring (1778–1863), Oberamtmann in Aurich

          2. Otto Conring (um 1688–1723), Landrentmeister

  2. Hermann Conring (um 1551–1644), Pastor in Norden
    1. Hermann Conring (Universalgelehrter) (1606–1681)

## Familienmitglieder
- August von Conring (1865–1929), deutscher Kunstmaler und Insektenkundler
- Barbara Conring (* 1969), deutsche evangelische Theologin und Germanistin
- Enno von Conring (1829–1886), preußischer Generalmajor
- Franz Conring, Pseudonym von Oswald Kohut (1877–1951), deutscher Verleger und Schriftsteller
- Friedrich Franz von Conring (1873–1965), deutscher Schriftsteller
- Gisela Conring (* 1929), deutsche Schriftstellerin
- Gustav von Conring (1825–1898), preußischer Generalleutnant
- Hermann Justus von Conring (1763–1809), preußischer Regierungsrat
- Hermann Conring (Universalgelehrter) (1606–1681), deutscher Arzt, Staatsrechtler und Universalgelehrter
- Hermann Conring (Politiker) (1894–1989), deutscher Politiker (CDU)
- Ida von Conring (1855–1928), Schriftstellerin und Oberin